# Funaria wichurae
Funaria wichurae là một loài Rêu trong họ Funariaceae. Loài này được (M. Fleisch.) Broth. mô tả khoa học đầu tiên năm 1909.